# Sint-Petrus-en-Pauluskerk (Ploegsteert)

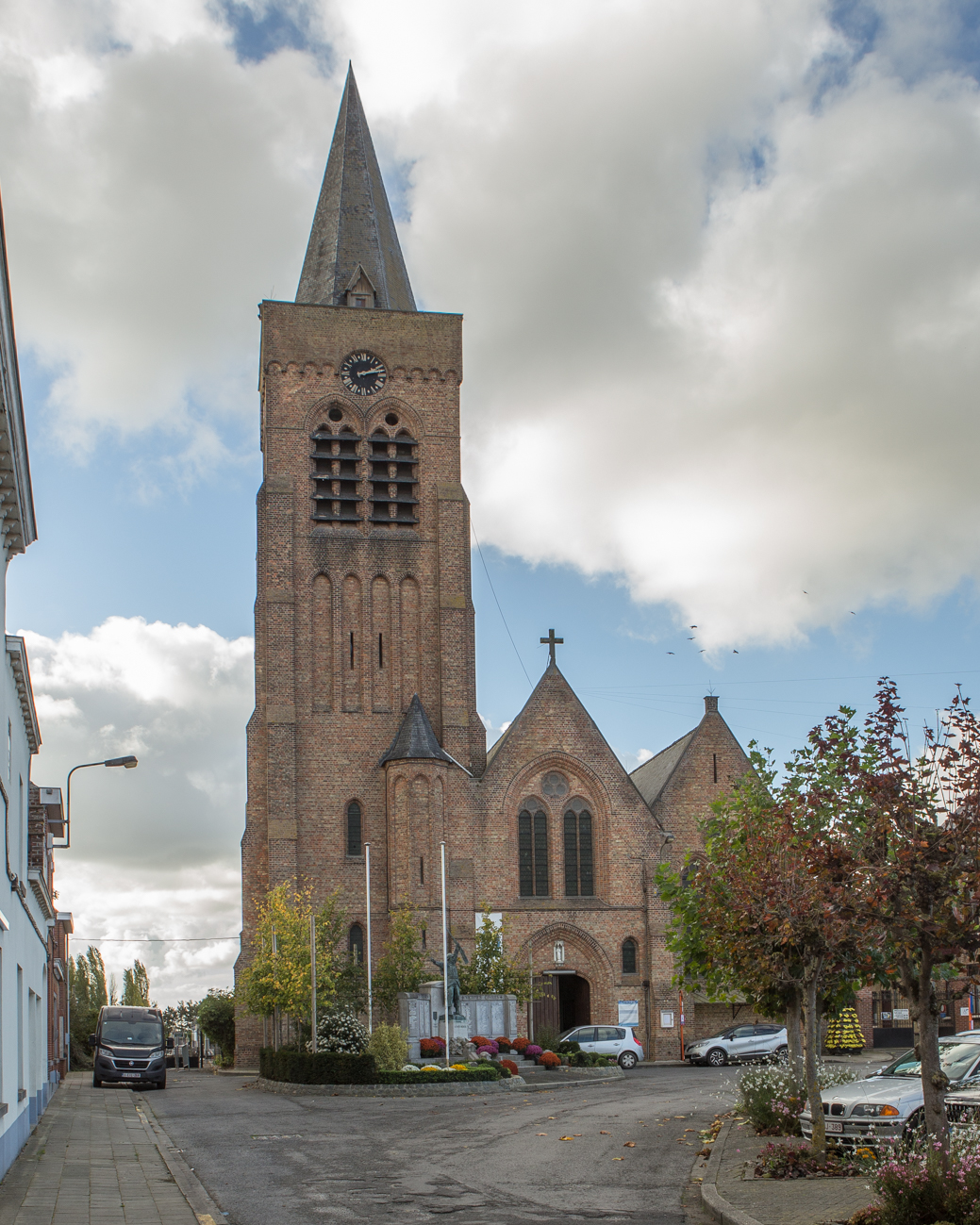
Sint-Petrus-en-Pauluskerk

De Sint-Petrus-en-Pauluskerk (Église Saints-Pierre-et-Paul) is de parochiekerk van de tot de gemeente Komen-Waasten behorende plaats Ploegsteert in de Belgische provincie Henegouwen.

## Geschiedenis
Er bestond aanvankelijk een kapel die behoorde tot de zetel van de heer van Rabecque. In de 17e eeuw was er voor het eerst sprake van een kapel die aan Sint-Petrus was gewijd. Het is niet bekend of het om dezelfde kapel ging. De kapel raakte in verval en in 1697 werd een nieuwe kapel gesticht op de plaats van de huidige kerk. De kapel was afhankelijk van de parochie van Waasten.
Tijdens de Franse Revolutie werd de kapel onteigend en gekocht door boeren. Ten gevolge van het Concordaat van 1801 werd Ploegsteert in 1802 een zelfstandige parochie. In de 2e helft van de 19e eeuw werd een parochiekerk gebouwd die, evenals de moederparochie van Waasten, gewijd werd aan de heiligen Petrus en Paulus.
Tijdens de Eerste Wereldoorlog werd de kerk verwoest. De kerk werd herbouwd in 1923, en werd uitgevoerd in Vlaamse neogotiek.
Het betreft een driebeukige bakstenen hallenkerk met pseudotransept en naastgebouwde toren op vierkante plattegrond, gedekt door een achtkante naaldspits.